# Baeotis truncata
Baeotis truncata är en fjärilsart som beskrevs av Hans Ferdinand Emil Julius Stichel 1910. Baeotis truncata ingår i släktet Baeotis och familjen Riodinidae. Inga underarter finns listade i Catalogue of Life.